# Maria Pawlowna

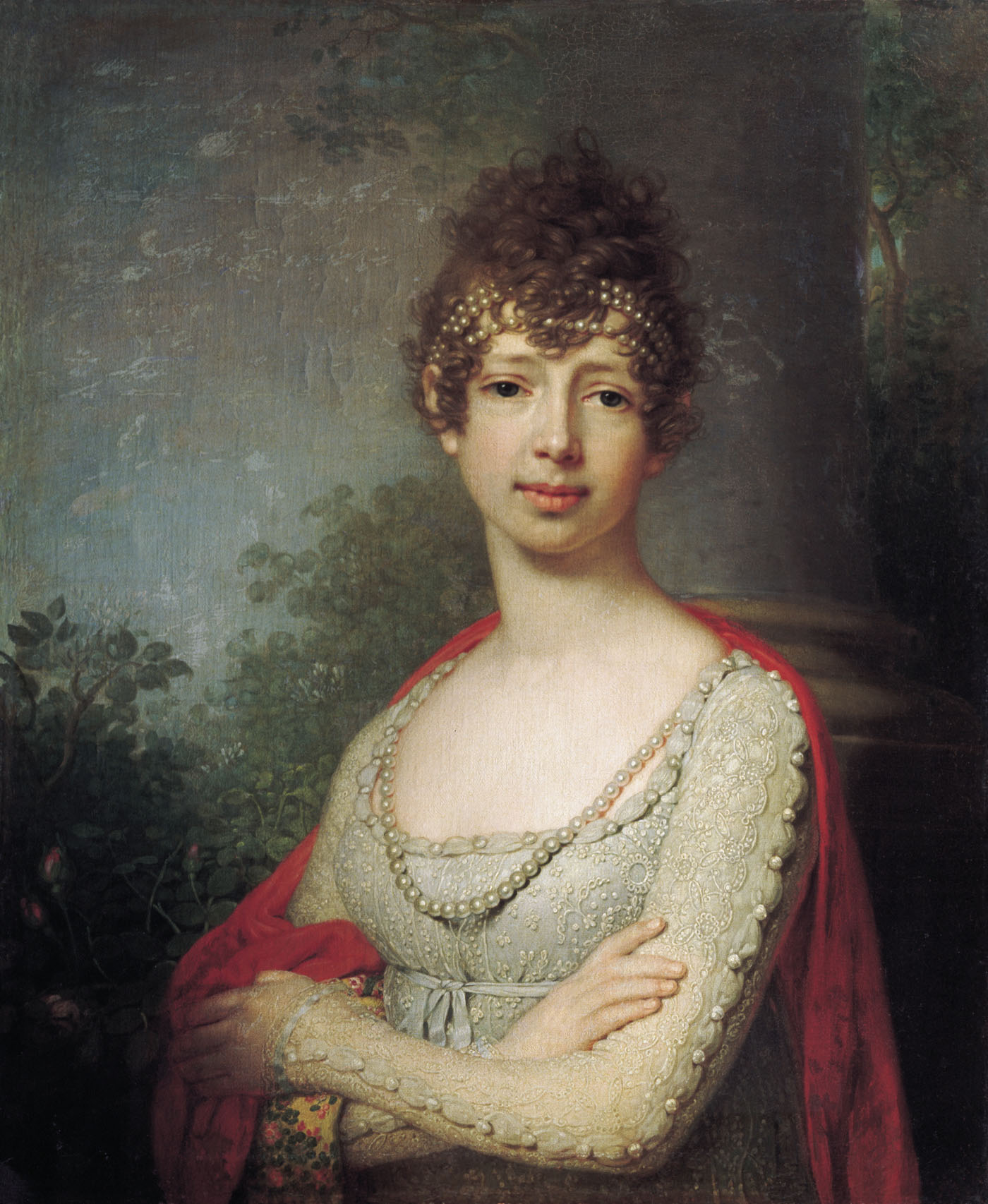
Maria Pawlowna, Porträt von Wladimir Lukitsch Borowikowski

Maria Pawlowna Romanowa, Großfürstin von Russland (russisch: Мария Павловна Романова) (* 5. Februarjul. / 16. Februar 1786greg. in Pawlowsk bei Sankt Petersburg; † 23. Juni 1859 auf Schloss Belvedere bei Weimar) war ein Mitglied des Hauses Romanow-Holstein-Gottorp und durch Heirat Großherzogin von Sachsen-Weimar-Eisenach.

## Leben

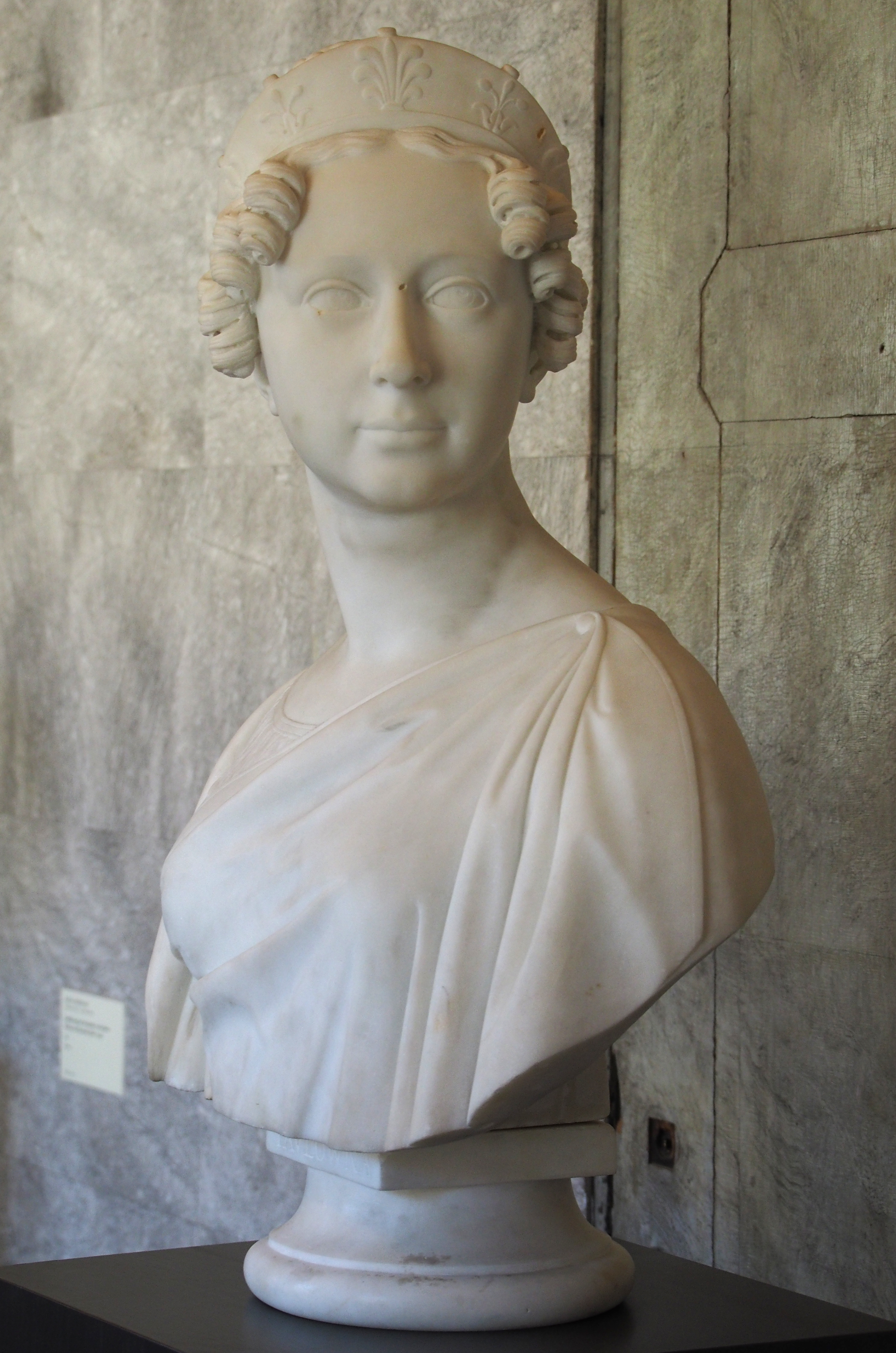
Büste der Großfürstin von Johann Peter Kaufmann (1820) im Weimarer Stadtschloss

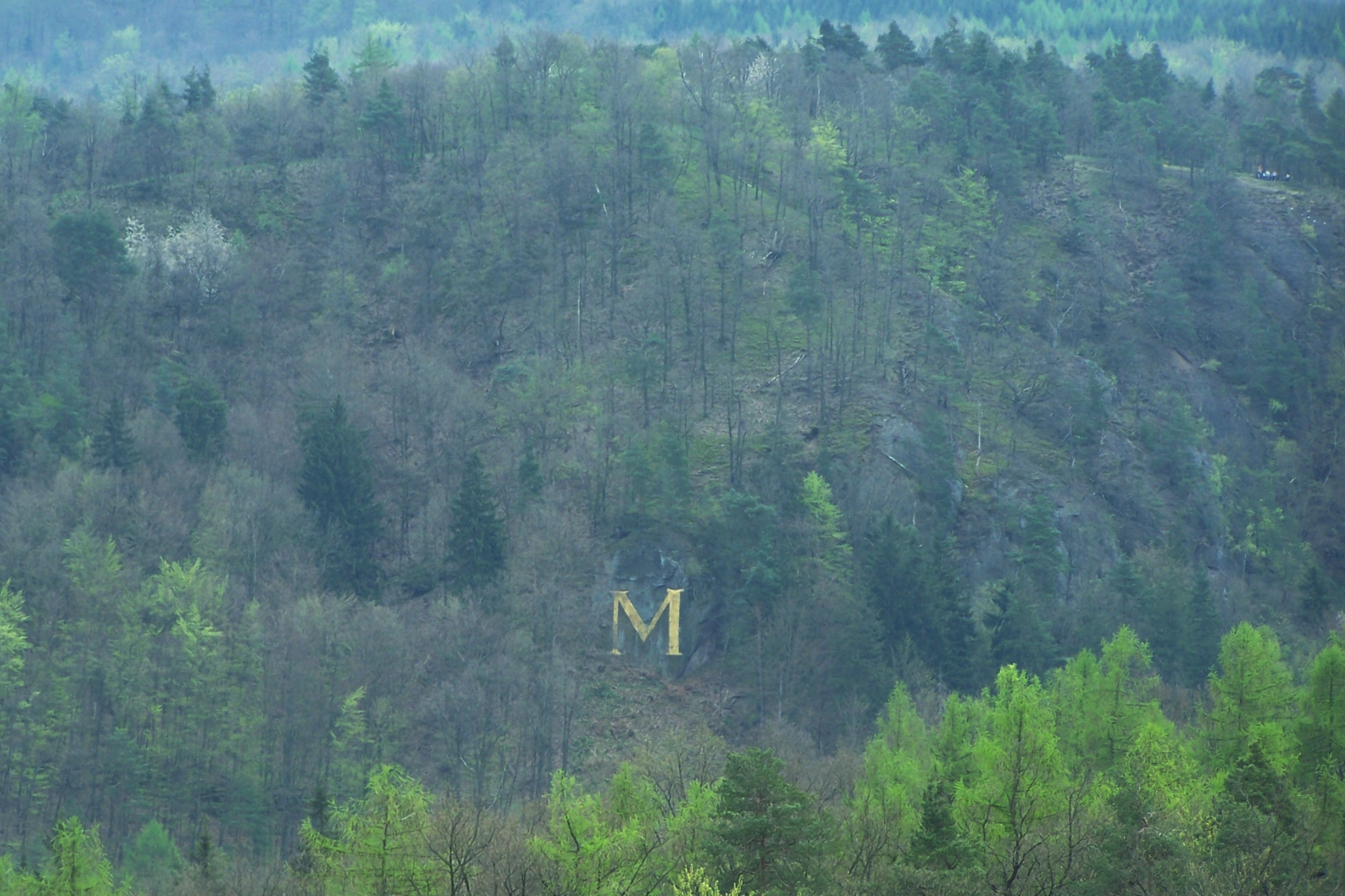
Goldenes Namens-M zur Begrüßung, im nach ihr benannten Mariental südlich von Eisenach

Ihre Eltern waren der russische Zar Paul I. (1754–1801) und dessen Ehefrau Sophie Dorothee von Württemberg (1759–1828), eine Tochter des Herzogs Friedrich Eugen von Württemberg und der Prinzessin Friederike Dorothea Sophia von Brandenburg-Schwedt. Sie war die jüngere Schwester des Zaren Alexander I. von Russland. Ihre Schwestern waren ebenfalls mit europäischen Monarchen verheiratet: Anna Pawlowna war Königin der Niederlande und Katharina Pawlowna von Württemberg. Die Zarin Katharina die Große war ihre Großmutter väterlicherseits.
Am 3. August 1804 heiratete sie in Sankt Petersburg den Erbprinzen Carl Friedrich von Sachsen-Weimar. Die Heirat erfolgte in Sankt Petersburg, weil alle Verbindungen mit russischen Großfürsten durch eine Heirat in Petersburg besiegelt wurden.

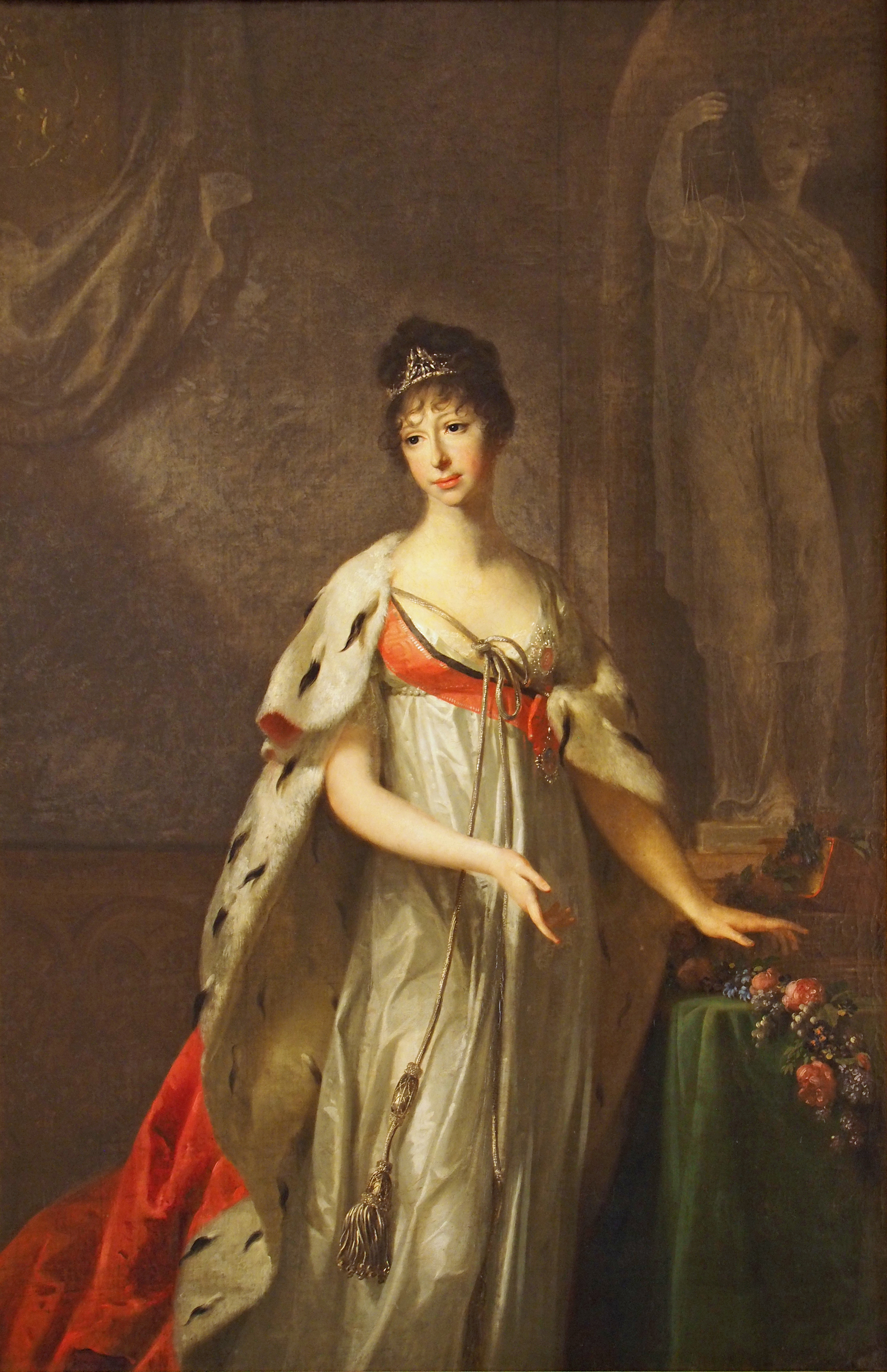
Erbprinzessin Maria Pawlowna Gemälde im Weimarer Schloss von Johann Friedrich August Tischbein 1805

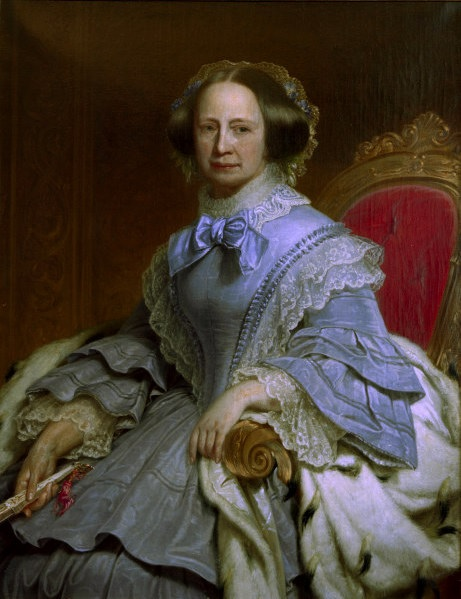
Großherzogin Maria Pawlowna als Witwe (Gemälde von Friedrich Dürck, 1858/59, Öl auf Leinwand, heute Klassik Stiftung Weimar, Schlossmuseum)

Politisch war ihre Präsenz in Weimar von großer Bedeutung. Durch ihre Heirat mit Carl Friedrich verbündete sich das kleine, relativ unbedeutende und dazu noch verarmte Herzogtum Sachsen-Weimar-Eisenach mit Russland und seiner Zarendynastie, zu dieser Zeit eine der mächtigsten und reichsten Familien in Europa. Schon ihr erster Einzug als Jungvermählte in Weimar machte großen Eindruck, als sie mit einer großen Anzahl prunkvoller Geschenke aus Russland eintraf, die im Weimarer Schloss ausgestellt wurden. Zu ihrem Antrittsbesuch in Eisenach, dem westlichen Teil des Herzogtums, wurde gar ihr zu Ehren in einem Waldstück ein großes goldenes M in Fels gehauen und bemalt, das weithin sichtbar war. Die Zeit ihres Eintreffens in Weimar im November 1804 fiel zusammen mit dem Aufstieg Napoleons in Frankreich, der von dort bald fast alle Staaten Europas bedrohte. Für das fast schutzlose Herzogtum, das noch dazu mit Preußen verbündet war und sich nach der Auflösung des Alten Reiches 1806 weigerte, dem von Napoleon abhängigen Rheinbund beizutreten, war ihre Präsenz somit eine Art „Lebensversicherung“, brachte sie doch russischen Schutz gegen französische Expansionsgelüste.
Nach der Niederlage Preußens in der Doppelschlacht von Jena und Auerstedt 1806, die auf sachsen-weimarischem Boden ausgetragen wurde, flüchtete Maria Pawlowna aus Sachsen-Weimar und kehrte erst im darauffolgenden Jahr zurück. Zwar waren die Friedensbedingungen für das Herzogtum hart, aber dass das Land überhaupt seine Unabhängigkeit bewahren konnte, war auch Maria Pawlowna zu verdanken, da Napoleon zu diesem Zeitpunkt an einem Ausgleich mit dem russischen Zaren interessiert war und deshalb auf russische Interessen Rücksicht nehmen musste.
Während des französischen Russlandfeldzuges verließ Maria Pawlowna erneut Weimar und ging nach Böhmen, wo sie sich dem Schutz österreichischer Truppen unterstellte. Erst nach der Leipziger Völkerschlacht kehrte sie nach Weimar zurück. Sie nahm am Wiener Kongress teil, der für Sachsen-Weimar-Eisenach die Rangerhöhung zum Großherzogtum und bedeutende territoriale Gewinne brachte. Mit ihrem Wunsch, das ehemalige Fürstentum Fulda als eigenständige Herrschaft zugesprochen zu bekommen, konnte sie sich jedoch nicht durchsetzen.
1828 starb ihr Schwiegervater Großherzog Carl August und Maria Pawlownas Ehemann bestieg den Thron, sie wurde so zur Großherzogin.
Besondere Bedeutung erlangte die Großherzogin als Förderin der Künste am Weimarer Hof. Sie trat damit in die Fußstapfen ihrer Vorgängerin Anna Amalia, die einst den Ruf Weimars als „Musenhof“ begründet hatte. Aber auch die Bibliotheken, die nicht allein unter dem Einfluss bedeutender Literaten und Gelehrter wie Johann Wolfgang Goethe, Friedrich Schiller, Johann Gottfried Herder und Christoph Martin Wieland standen, die Musikschulen und auch die Gemäldesammlungen verdankten viel ihrer großzügigen Förderung. Die Großherzogin ließ durch bekannte Maler ihrer Zeit Zimmer für die Literaten ausschmücken: Friedrich Preller der Ältere schmückte das Wieland-Zimmer aus und Bernhard von Neher bekam den Auftrag für das Goethe- und das Schiller-Zimmer. Für das letztere hatte Woldemar Hermann die Pilastergestaltung nebst den Medaillons zu übernehmen. Die Herzogin-Anna-Amalia-Bibliothek zu Weimar besitzt auch eine Musikaliensammlung, obgleich stark dezimiert durch den Brand 2004. Ihrer liberalen Einstellung, wie übrigens auch der des Großherzogs, verdankten während der Zeit der Restauration unter Metternich einige Künstler, die in anderen Staaten verfolgt wurden, ihr Asyl. Zu ihnen gehörte auch der Komponist Franz Liszt, welcher Hofkapellmeister wurde. Weimar war nicht zuletzt auch wegen dieses gebündelten Wissens eine Art Gelehrtenrepublik. In Maria Pawlownas Zeit fiel auch die Industrialisierung des Kleinstaates.
1853 verstarb ihr Mann, Großherzog Carl Friedrich, und ihr Sohn Carl Alexander bestieg den Thron. Als Großherzoginmutter widmete sie sich weiterhin ihren vielfältigen künstlerischen und sozialen Projekten und reiste auch ein letztes Mal in ihre russische Heimat. Sie wurde auf dem Historischen Friedhof Weimar in einer eigens für sie errichteten Russisch-Orthodoxen Grabkapelle neben der Weimarer Fürstengruft beigesetzt.
Soziales Engagement

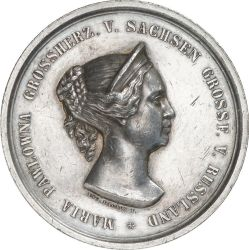
Maria Pawlowna (Medaille 1854)

Maria Pawlowna hatte auch ein Herz für das einfache Volk, die Armen und deren Probleme. So befürwortete sie die Errichtung eines Sparkassenvereins und nahm sich der Existenzsicherung von Frauen an. Für soziale Vorhaben verwendete sie Gelder aus ihrer Privatschatulle. Von den Weimarern wurde sie als „Engel der Armen, Kranken und Waisen“ geliebt und verehrt. Außerdem sorgte sie durch die Errichtung von Brunnen für die Verschönerung der Stadt Weimar. Die Brunnen, die sie stiftete und von denen die meisten in der Altstadt stehen, schuf der Berkaer Steinmetz Carl Dornberger. Unter ihr entstand eine Kleinkinderbewahranstalt an der Stelle, an der 1912 das Feodoraheim entstand.

## Nachkommen
- Paul Alexander Carl Constantin Friedrich August (1805–1806)
- Marie Luise Alexandrina (1808–1877)

⚭ 1827 Prinz Carl von Preußen
- Augusta Marie Luise Katharina (1811–1890)

⚭ 1829 Prinz Wilhelm von Preußen, den späteren König Wilhelm I. von Preußen und ersten Deutschen Kaiser
- Carl Alexander August Johann (1818–1901), Großherzog von Sachsen-Weimar-Eisenach

⚭ 1842 Prinzessin Sophie von Oranien-Nassau

## Abstammung
|                                    |                                    |                                    |                                    |                                    |                                    |  |  | Christian August (Fürst von Anhalt-Zerbst) | Christian August (Fürst von Anhalt-Zerbst) | Christian August (Fürst von Anhalt-Zerbst) | Christian August (Fürst von Anhalt-Zerbst) | Christian August (Fürst von Anhalt-Zerbst) | Christian August (Fürst von Anhalt-Zerbst) |  |  | Johanna Elisabeth (Fürstin von Anhalt-Zerbst) | Johanna Elisabeth (Fürstin von Anhalt-Zerbst) | Johanna Elisabeth (Fürstin von Anhalt-Zerbst) | Johanna Elisabeth (Fürstin von Anhalt-Zerbst) | Johanna Elisabeth (Fürstin von Anhalt-Zerbst) | Johanna Elisabeth (Fürstin von Anhalt-Zerbst) |  |  | Karl Friedrich (Schleswig-Holstein-Gottorf) (Herzog von Schleswig-Holstein-Gottorf) | Karl Friedrich (Schleswig-Holstein-Gottorf) (Herzog von Schleswig-Holstein-Gottorf) | Karl Friedrich (Schleswig-Holstein-Gottorf) (Herzog von Schleswig-Holstein-Gottorf) | Karl Friedrich (Schleswig-Holstein-Gottorf) (Herzog von Schleswig-Holstein-Gottorf) | Karl Friedrich (Schleswig-Holstein-Gottorf) (Herzog von Schleswig-Holstein-Gottorf) | Karl Friedrich (Schleswig-Holstein-Gottorf) (Herzog von Schleswig-Holstein-Gottorf) |  |  | Anna Petrowna (Herzogin von Schleswig-Holstein-Gottorf)   | Anna Petrowna (Herzogin von Schleswig-Holstein-Gottorf)   | Anna Petrowna (Herzogin von Schleswig-Holstein-Gottorf)   | Anna Petrowna (Herzogin von Schleswig-Holstein-Gottorf)   | Anna Petrowna (Herzogin von Schleswig-Holstein-Gottorf)   | Anna Petrowna (Herzogin von Schleswig-Holstein-Gottorf)   |  |  | Karl Alexander (Herzog von Württemberg)      | Karl Alexander (Herzog von Württemberg)      | Karl Alexander (Herzog von Württemberg)      | Karl Alexander (Herzog von Württemberg)      | Karl Alexander (Herzog von Württemberg)      | Karl Alexander (Herzog von Württemberg)      |  |  | Maria Augusta (Herzogin von Württemberg) | Maria Augusta (Herzogin von Württemberg) | Maria Augusta (Herzogin von Württemberg) | Maria Augusta (Herzogin von Württemberg) | Maria Augusta (Herzogin von Württemberg) | Maria Augusta (Herzogin von Württemberg) |  |  | Friedrich Wilhelm (Markgraf von Brandenburg-Schwedt)  | Friedrich Wilhelm (Markgraf von Brandenburg-Schwedt)  | Friedrich Wilhelm (Markgraf von Brandenburg-Schwedt)  | Friedrich Wilhelm (Markgraf von Brandenburg-Schwedt)  | Friedrich Wilhelm (Markgraf von Brandenburg-Schwedt)  | Friedrich Wilhelm (Markgraf von Brandenburg-Schwedt)  |  |  | Sophie Dorothea Marie (Markgräfin von Brandenburg-Schwedt) | Sophie Dorothea Marie (Markgräfin von Brandenburg-Schwedt) | Sophie Dorothea Marie (Markgräfin von Brandenburg-Schwedt) | Sophie Dorothea Marie (Markgräfin von Brandenburg-Schwedt) | Sophie Dorothea Marie (Markgräfin von Brandenburg-Schwedt) | Sophie Dorothea Marie (Markgräfin von Brandenburg-Schwedt) |  |  |                     |                     |                     |                     |                     |                     |
|                                    |                                    |                                    |                                    |                                    |                                    |  |  | Christian August (Fürst von Anhalt-Zerbst) | Christian August (Fürst von Anhalt-Zerbst) | Christian August (Fürst von Anhalt-Zerbst) | Christian August (Fürst von Anhalt-Zerbst) | Christian August (Fürst von Anhalt-Zerbst) | Christian August (Fürst von Anhalt-Zerbst) |  |  | Johanna Elisabeth (Fürstin von Anhalt-Zerbst) | Johanna Elisabeth (Fürstin von Anhalt-Zerbst) | Johanna Elisabeth (Fürstin von Anhalt-Zerbst) | Johanna Elisabeth (Fürstin von Anhalt-Zerbst) | Johanna Elisabeth (Fürstin von Anhalt-Zerbst) | Johanna Elisabeth (Fürstin von Anhalt-Zerbst) |  |  | Karl Friedrich (Schleswig-Holstein-Gottorf) (Herzog von Schleswig-Holstein-Gottorf) | Karl Friedrich (Schleswig-Holstein-Gottorf) (Herzog von Schleswig-Holstein-Gottorf) | Karl Friedrich (Schleswig-Holstein-Gottorf) (Herzog von Schleswig-Holstein-Gottorf) | Karl Friedrich (Schleswig-Holstein-Gottorf) (Herzog von Schleswig-Holstein-Gottorf) | Karl Friedrich (Schleswig-Holstein-Gottorf) (Herzog von Schleswig-Holstein-Gottorf) | Karl Friedrich (Schleswig-Holstein-Gottorf) (Herzog von Schleswig-Holstein-Gottorf) |  |  | Anna Petrowna (Herzogin von Schleswig-Holstein-Gottorf)   | Anna Petrowna (Herzogin von Schleswig-Holstein-Gottorf)   | Anna Petrowna (Herzogin von Schleswig-Holstein-Gottorf)   | Anna Petrowna (Herzogin von Schleswig-Holstein-Gottorf)   | Anna Petrowna (Herzogin von Schleswig-Holstein-Gottorf)   | Anna Petrowna (Herzogin von Schleswig-Holstein-Gottorf)   |  |  | Karl Alexander (Herzog von Württemberg)      | Karl Alexander (Herzog von Württemberg)      | Karl Alexander (Herzog von Württemberg)      | Karl Alexander (Herzog von Württemberg)      | Karl Alexander (Herzog von Württemberg)      | Karl Alexander (Herzog von Württemberg)      |  |  | Maria Augusta (Herzogin von Württemberg) | Maria Augusta (Herzogin von Württemberg) | Maria Augusta (Herzogin von Württemberg) | Maria Augusta (Herzogin von Württemberg) | Maria Augusta (Herzogin von Württemberg) | Maria Augusta (Herzogin von Württemberg) |  |  | Friedrich Wilhelm (Markgraf von Brandenburg-Schwedt)  | Friedrich Wilhelm (Markgraf von Brandenburg-Schwedt)  | Friedrich Wilhelm (Markgraf von Brandenburg-Schwedt)  | Friedrich Wilhelm (Markgraf von Brandenburg-Schwedt)  | Friedrich Wilhelm (Markgraf von Brandenburg-Schwedt)  | Friedrich Wilhelm (Markgraf von Brandenburg-Schwedt)  |  |  | Sophie Dorothea Marie (Markgräfin von Brandenburg-Schwedt) | Sophie Dorothea Marie (Markgräfin von Brandenburg-Schwedt) | Sophie Dorothea Marie (Markgräfin von Brandenburg-Schwedt) | Sophie Dorothea Marie (Markgräfin von Brandenburg-Schwedt) | Sophie Dorothea Marie (Markgräfin von Brandenburg-Schwedt) | Sophie Dorothea Marie (Markgräfin von Brandenburg-Schwedt) |  |  |                     |                     |                     |                     |                     |                     |
|                                    |                                    |                                    |                                    |                                    |                                    |  |  |                                            |                                            |                                            |                                            |                                            |                                            |  |  |                                               |                                               |                                               |                                               |                                               |                                               |  |  |                                                                                     |                                                                                     |                                                                                     |                                                                                     |                                                                                     |                                                                                     |  |  |                                                           |                                                           |                                                           |                                                           |                                                           |                                                           |  |  |                                              |                                              |                                              |                                              |                                              |                                              |  |  |                                          |                                          |                                          |                                          |                                          |                                          |  |  |                                                       |                                                       |                                                       |                                                       |                                                       |                                                       |  |  |                                                            |                                                            |                                                            |                                                            |                                                            |                                                            |  |  |                     |                     |                     |                     |                     |                     |
|                                    |                                    |                                    |                                    |                                    |                                    |  |  |                                            |                                            |                                            |                                            |                                            |                                            |  |  |                                               |                                               |                                               |                                               |                                               |                                               |  |  |                                                                                     |                                                                                     |                                                                                     |                                                                                     |                                                                                     |                                                                                     |  |  |                                                           |                                                           |                                                           |                                                           |                                                           |                                                           |  |  |                                              |                                              |                                              |                                              |                                              |                                              |  |  |                                          |                                          |                                          |                                          |                                          |                                          |  |  |                                                       |                                                       |                                                       |                                                       |                                                       |                                                       |  |  |                                                            |                                                            |                                                            |                                                            |                                                            |                                                            |  |  |                     |                     |                     |                     |                     |                     |
|                                    |                                    |                                    |                                    |                                    |                                    |  |  | Friedrich August (Fürst von Anhalt-Zerbst) | Friedrich August (Fürst von Anhalt-Zerbst) | Friedrich August (Fürst von Anhalt-Zerbst) | Friedrich August (Fürst von Anhalt-Zerbst) | Friedrich August (Fürst von Anhalt-Zerbst) | Friedrich August (Fürst von Anhalt-Zerbst) |  |  | Katharina II. (Kaiserin von Russland)         | Katharina II. (Kaiserin von Russland)         | Katharina II. (Kaiserin von Russland)         | Katharina II. (Kaiserin von Russland)         | Katharina II. (Kaiserin von Russland)         | Katharina II. (Kaiserin von Russland)         |  |  | Peter III. (Kaiser von Russland)                                                    | Peter III. (Kaiser von Russland)                                                    | Peter III. (Kaiser von Russland)                                                    | Peter III. (Kaiser von Russland)                                                    | Peter III. (Kaiser von Russland)                                                    | Peter III. (Kaiser von Russland)                                                    |  |  |                                                           |                                                           |                                                           |                                                           |                                                           |                                                           |  |  |                                              |                                              |                                              |                                              |                                              |                                              |  |  | Friedrich Eugen (Herzog von Württemberg) | Friedrich Eugen (Herzog von Württemberg) | Friedrich Eugen (Herzog von Württemberg) | Friedrich Eugen (Herzog von Württemberg) | Friedrich Eugen (Herzog von Württemberg) | Friedrich Eugen (Herzog von Württemberg) |  |  | Friederike Dorothea Sophia (Herzogin von Württemberg) | Friederike Dorothea Sophia (Herzogin von Württemberg) | Friederike Dorothea Sophia (Herzogin von Württemberg) | Friederike Dorothea Sophia (Herzogin von Württemberg) | Friederike Dorothea Sophia (Herzogin von Württemberg) | Friederike Dorothea Sophia (Herzogin von Württemberg) |  |  |                                                            |                                                            |                                                            |                                                            |                                                            |                                                            |  |  |                     |                     |                     |                     |                     |                     |
|                                    |                                    |                                    |                                    |                                    |                                    |  |  | Friedrich August (Fürst von Anhalt-Zerbst) | Friedrich August (Fürst von Anhalt-Zerbst) | Friedrich August (Fürst von Anhalt-Zerbst) | Friedrich August (Fürst von Anhalt-Zerbst) | Friedrich August (Fürst von Anhalt-Zerbst) | Friedrich August (Fürst von Anhalt-Zerbst) |  |  | Katharina II. (Kaiserin von Russland)         | Katharina II. (Kaiserin von Russland)         | Katharina II. (Kaiserin von Russland)         | Katharina II. (Kaiserin von Russland)         | Katharina II. (Kaiserin von Russland)         | Katharina II. (Kaiserin von Russland)         |  |  | Peter III. (Kaiser von Russland)                                                    | Peter III. (Kaiser von Russland)                                                    | Peter III. (Kaiser von Russland)                                                    | Peter III. (Kaiser von Russland)                                                    | Peter III. (Kaiser von Russland)                                                    | Peter III. (Kaiser von Russland)                                                    |  |  |                                                           |                                                           |                                                           |                                                           |                                                           |                                                           |  |  |                                              |                                              |                                              |                                              |                                              |                                              |  |  | Friedrich Eugen (Herzog von Württemberg) | Friedrich Eugen (Herzog von Württemberg) | Friedrich Eugen (Herzog von Württemberg) | Friedrich Eugen (Herzog von Württemberg) | Friedrich Eugen (Herzog von Württemberg) | Friedrich Eugen (Herzog von Württemberg) |  |  | Friederike Dorothea Sophia (Herzogin von Württemberg) | Friederike Dorothea Sophia (Herzogin von Württemberg) | Friederike Dorothea Sophia (Herzogin von Württemberg) | Friederike Dorothea Sophia (Herzogin von Württemberg) | Friederike Dorothea Sophia (Herzogin von Württemberg) | Friederike Dorothea Sophia (Herzogin von Württemberg) |  |  |                                                            |                                                            |                                                            |                                                            |                                                            |                                                            |  |  |                     |                     |                     |                     |                     |                     |
|                                    |                                    |                                    |                                    |                                    |                                    |  |  |                                            |                                            |                                            |                                            |                                            |                                            |  |  |                                               |                                               |                                               |                                               |                                               |                                               |  |  |                                                                                     |                                                                                     |                                                                                     |                                                                                     |                                                                                     |                                                                                     |  |  |                                                           |                                                           |                                                           |                                                           |                                                           |                                                           |  |  |                                              |                                              |                                              |                                              |                                              |                                              |  |  |                                          |                                          |                                          |                                          |                                          |                                          |  |  |                                                       |                                                       |                                                       |                                                       |                                                       |                                                       |  |  |                                                            |                                                            |                                                            |                                                            |                                                            |                                                            |  |  |                     |                     |                     |                     |                     |                     |
|                                    |                                    |                                    |                                    |                                    |                                    |  |  |                                            |                                            |                                            |                                            |                                            |                                            |  |  |                                               |                                               |                                               |                                               |                                               |                                               |  |  |                                                                                     |                                                                                     |                                                                                     |                                                                                     |                                                                                     |                                                                                     |  |  |                                                           |                                                           |                                                           |                                                           |                                                           |                                                           |  |  |                                              |                                              |                                              |                                              |                                              |                                              |  |  |                                          |                                          |                                          |                                          |                                          |                                          |  |  |                                                       |                                                       |                                                       |                                                       |                                                       |                                                       |  |  |                                                            |                                                            |                                                            |                                                            |                                                            |                                                            |  |  |                     |                     |                     |                     |                     |                     |
|                                    |                                    |                                    |                                    |                                    |                                    |  |  |                                            |                                            |                                            |                                            |                                            |                                            |  |  |                                               |                                               |                                               |                                               |                                               |                                               |  |  |                                                                                     |                                                                                     |                                                                                     |                                                                                     |                                                                                     |                                                                                     |  |  | Paul I. (Kaiser von Russland)                             | Paul I. (Kaiser von Russland)                             | Paul I. (Kaiser von Russland)                             | Paul I. (Kaiser von Russland)                             | Paul I. (Kaiser von Russland)                             | Paul I. (Kaiser von Russland)                             |  |  | Sophie Dorothee (Kaiserin von Russland)      | Sophie Dorothee (Kaiserin von Russland)      | Sophie Dorothee (Kaiserin von Russland)      | Sophie Dorothee (Kaiserin von Russland)      | Sophie Dorothee (Kaiserin von Russland)      | Sophie Dorothee (Kaiserin von Russland)      |  |  | Friedrich I. (König von Württemberg)     | Friedrich I. (König von Württemberg)     | Friedrich I. (König von Württemberg)     | Friedrich I. (König von Württemberg)     | Friedrich I. (König von Württemberg)     | Friedrich I. (König von Württemberg)     |  |  |                                                       |                                                       |                                                       |                                                       |                                                       |                                                       |  |  |                                                            |                                                            |                                                            |                                                            |                                                            |                                                            |  |  |                     |                     |                     |                     |                     |                     |
|                                    |                                    |                                    |                                    |                                    |                                    |  |  |                                            |                                            |                                            |                                            |                                            |                                            |  |  |                                               |                                               |                                               |                                               |                                               |                                               |  |  |                                                                                     |                                                                                     |                                                                                     |                                                                                     |                                                                                     |                                                                                     |  |  | Paul I. (Kaiser von Russland)                             | Paul I. (Kaiser von Russland)                             | Paul I. (Kaiser von Russland)                             | Paul I. (Kaiser von Russland)                             | Paul I. (Kaiser von Russland)                             | Paul I. (Kaiser von Russland)                             |  |  | Sophie Dorothee (Kaiserin von Russland)      | Sophie Dorothee (Kaiserin von Russland)      | Sophie Dorothee (Kaiserin von Russland)      | Sophie Dorothee (Kaiserin von Russland)      | Sophie Dorothee (Kaiserin von Russland)      | Sophie Dorothee (Kaiserin von Russland)      |  |  | Friedrich I. (König von Württemberg)     | Friedrich I. (König von Württemberg)     | Friedrich I. (König von Württemberg)     | Friedrich I. (König von Württemberg)     | Friedrich I. (König von Württemberg)     | Friedrich I. (König von Württemberg)     |  |  |                                                       |                                                       |                                                       |                                                       |                                                       |                                                       |  |  |                                                            |                                                            |                                                            |                                                            |                                                            |                                                            |  |  |                     |                     |                     |                     |                     |                     |
|                                    |                                    |                                    |                                    |                                    |                                    |  |  |                                            |                                            |                                            |                                            |                                            |                                            |  |  |                                               |                                               |                                               |                                               |                                               |                                               |  |  |                                                                                     |                                                                                     |                                                                                     |                                                                                     |                                                                                     |                                                                                     |  |  |                                                           |                                                           |                                                           |                                                           |                                                           |                                                           |  |  |                                              |                                              |                                              |                                              |                                              |                                              |  |  |                                          |                                          |                                          |                                          |                                          |                                          |  |  |                                                       |                                                       |                                                       |                                                       |                                                       |                                                       |  |  |                                                            |                                                            |                                                            |                                                            |                                                            |                                                            |  |  |                     |                     |                     |                     |                     |                     |
|                                    |                                    |                                    |                                    |                                    |                                    |  |  |                                            |                                            |                                            |                                            |                                            |                                            |  |  |                                               |                                               |                                               |                                               |                                               |                                               |  |  |                                                                                     |                                                                                     |                                                                                     |                                                                                     |                                                                                     |                                                                                     |  |  |                                                           |                                                           |                                                           |                                                           |                                                           |                                                           |  |  |                                              |                                              |                                              |                                              |                                              |                                              |  |  |                                          |                                          |                                          |                                          |                                          |                                          |  |  |                                                       |                                                       |                                                       |                                                       |                                                       |                                                       |  |  |                                                            |                                                            |                                                            |                                                            |                                                            |                                                            |  |  |                     |                     |                     |                     |                     |                     |
| Alexander I. (Kaiser von Russland) | Alexander I. (Kaiser von Russland) | Alexander I. (Kaiser von Russland) | Alexander I. (Kaiser von Russland) | Alexander I. (Kaiser von Russland) | Alexander I. (Kaiser von Russland) |  |  | Konstantin (Großfürst von Russland)        | Konstantin (Großfürst von Russland)        | Konstantin (Großfürst von Russland)        | Konstantin (Großfürst von Russland)        | Konstantin (Großfürst von Russland)        | Konstantin (Großfürst von Russland)        |  |  | Alexandra Pawlowna Romanowa                   | Alexandra Pawlowna Romanowa                   | Alexandra Pawlowna Romanowa                   | Alexandra Pawlowna Romanowa                   | Alexandra Pawlowna Romanowa                   | Alexandra Pawlowna Romanowa                   |  |  | Helena Pawlowna Romanowa                                                            | Helena Pawlowna Romanowa                                                            | Helena Pawlowna Romanowa                                                            | Helena Pawlowna Romanowa                                                            | Helena Pawlowna Romanowa                                                            | Helena Pawlowna Romanowa                                                            |  |  | Maria Pawlowna (Großherzogin von Sachsen-Weimar-Eisenach) | Maria Pawlowna (Großherzogin von Sachsen-Weimar-Eisenach) | Maria Pawlowna (Großherzogin von Sachsen-Weimar-Eisenach) | Maria Pawlowna (Großherzogin von Sachsen-Weimar-Eisenach) | Maria Pawlowna (Großherzogin von Sachsen-Weimar-Eisenach) | Maria Pawlowna (Großherzogin von Sachsen-Weimar-Eisenach) |  |  | Katharina Pawlowna (Königin von Württemberg) | Katharina Pawlowna (Königin von Württemberg) | Katharina Pawlowna (Königin von Württemberg) | Katharina Pawlowna (Königin von Württemberg) | Katharina Pawlowna (Königin von Württemberg) | Katharina Pawlowna (Königin von Württemberg) |  |  | Olga                                     | Olga                                     | Olga                                     | Olga                                     | Olga                                     | Olga                                     |  |  | Anna Pawlowna                                         | Anna Pawlowna                                         | Anna Pawlowna                                         | Anna Pawlowna                                         | Anna Pawlowna                                         | Anna Pawlowna                                         |  |  | Nikolaus I. (Kaiser von Russland)                          | Nikolaus I. (Kaiser von Russland)                          | Nikolaus I. (Kaiser von Russland)                          | Nikolaus I. (Kaiser von Russland)                          | Nikolaus I. (Kaiser von Russland)                          | Nikolaus I. (Kaiser von Russland)                          |  |  | Michael Pawlowitsch | Michael Pawlowitsch | Michael Pawlowitsch | Michael Pawlowitsch | Michael Pawlowitsch | Michael Pawlowitsch |

## Weiterwirken im 21. Jahrhundert
- Am 9. Juni 2002 gründeten Freunde Maria Pawlownas und ihres Wirkens die Maria-Pawlowna-Gesellschaft e. V. in dem Weimar nahe liegenden Schloss Kromsdorf.[2] In seiner Selbstdarstellung bekundet der Verein: „Der gemeinnützige Verein setzt sich für Dialog und Begegnung in Europa ein. Die Gesellschaft spannt darüber hinaus Brücken zu allen Kontinenten.“ Ein Schwerpunkt der Vereinsarbeit ist die Pflege des Erbes von Stéphane Hessel.[3]

## Archivinformationen
Maria Pawlownas Briefe an ihren Großvater, Friedrich Eugen, die zwischen 1795 und 1797 geschrieben wurden, werden zusammen mit Briefen ihrer Geschwister im Hauptstaatsarchiv Stuttgart aufbewahrt.
Briefe von Maria Pawlowna zwischen 1800 und 1859 sind in der Sammlung Maria Paulowna letters in den Hoover Institution Archives (Stanford, Kalifornien, USA) aufbewahrt.